# Henriette Wienecke
Henriette Wienecke (13 de março de 1819 - 18 de abril de 1907) foi um compositor dinamarquês.